# Hydrophoria lushiensis
Hydrophoria lushiensis är en tvåvingeart som beskrevs av Ge och Li 1985. Hydrophoria lushiensis ingår i släktet Hydrophoria och familjen blomsterflugor. Inga underarter finns listade i Catalogue of Life.